# Parenteel
Een parenteel is in de genealogie een opstelling van een stamouderpaar of alleen een stamvader of een stammoeder (generatie I) met hun kinderen (generatie II) en al hun verdere afstammelingen, zowel in mannelijke als in vrouwelijke lijn uitgewerkt. Een parenteel lijkt een beetje op een omgedraaide kwartierstaat.

## Opzet
Een parenteel wordt meestal in lopende tekst weergegeven, maar kan ook in de vorm van een grafisch overzicht (tabel) worden gepresenteerd. Hierboven staat een parenteel in grafisch overzicht.
Per gezin wordt de naam van de nakomeling (man of vrouw) weergegeven, zijn/haar geboortedatum en plaats, datum en plaats van het huwelijk en de naam van de huwelijkspartner en diens/haar geboortegegevens. Deze gegevens worden als een doorlopende zin weergegeven, bijvoorbeeld: A, geboren 1 januari 1900 te B, trouwt 1 januari 1920 te C met D, geboren 1 januari 1901. Hieronder volgt dan een lijst met kinderen en hun geboortegegevens. Naast de genoemde basisgegevens kunnen extra gegevens worden vermeld, zoals opleiding, beroep, bezittingen en eventueel wetsovertredingen of anekdotes.

### Nummering
De nummering is dezelfde als bij een genealogie: de generaties worden genummerd met Romeinse cijfers. De takken van een familie worden genummerd A, B, C enz., de twijgen AA, AB, AC enz. (uit tak A), BA, BB (uit tak B), CA, CB (uit tak C), enz.

## Achternamen
In een parenteel komen personen voor met verschillende achternamen in tegenstelling tot in een genealogie, waarin meestal maar één achternaam voorkomt.